# Lleó marí australià
El lleó marí australià (Neophoca cinerea) és una espècie d'otàrid gran que viu a les costes del sud-oest d'Austràlia. És l'única espècie vivent del gènere Neophoca.
Els mascles poden arribar a mesurar fins a 2,5 m de llarg i pesar fins a 300 kg, mentre que les femelles només assoleixen 1,8 m i 100 kg. Els dos gèneres també es diferencien en el color: els mascles són de color marró fosc, mentre que les femelles són de color argentat o marró clar i tenen el ventre més clar que el dors.